# Списък на видовете тропическа дървесина
Най-често срещаните видове, които представляват търговски интерес са:
- Абанос, Diospyros ebenum, Абаносови
- Аводире, Turraeanthus africana
- Акажу
- Амарант
- Африкански червен махагон, Khaya
- Балса, Слезови
- Билинга, Брошови
- Лимба, Terminalia superba
- Ипе
- Ироко, Черничеви
- Окуме
- Палисандър бразилски,
- Палисандър индийски,
- Сапели, Entandrophragma cylindricum
- Сипо, Entandrophragma utile
- Тамаринд, Tamarindus indica
- Тиама, Entandrophragma angolense
- Тик
- Венге, Millettia laurentii, Бобови